# Giancarlo Crosta
Giancarlo Crosta (født 7. august 1934 i Pianello del Lario, død 23. september 2024) var en italiensk roer.
Crosta deltog i OL i 1960 i Rom, hvor han stillede op i firer uden styrmand sammen med Tullio Baraglia, Renato Bosatta og Giuseppe Galante. De blev nummer to i indledende heat efter Sovjetunionen, men vandt sikkert deres opsamlingsheat og var dermed i finalen. Her var USA hurtigst og vandt guld, mens Italien kom ind på andenpladsen foran Sovjetunionen, der vandt bronze.
Crosta vandt desuden en EM-guldmedalje i firer uden styrmand ved EM 1961 i Prag.

## OL-medaljer
- 1960:  Sølv i firer uden styrmand